# Cupania tenuivalvis
Cupania tenuivalvis är en kinesträdsväxtart som beskrevs av Ludwig Radlkofer. Cupania tenuivalvis ingår i släktet Cupania och familjen kinesträdsväxter. Inga underarter finns listade i Catalogue of Life.